# Orígenes (álbum)
Orígenes  es el noveno álbum grabado por el cantante mexicano Alejandro Fernández Fue lanzado al mercado el 25 de septiembre de 2001. Producido por Kiko Campos y Pedro Ramírez, con este disco vuelve a sus "orígenes" de grabar un álbum de música mexicana, pero esta vez con su propio estilo. Se grabaron videos de las canciones "Tantita pena" y "Si tu no vuelves".
El cantante recibió una nominación al Grammy Latino por Mejor Álbum Ranchero en los Grammy Latinos del año 2002, sin embargo perdió ante su padre Vicente Fernández con el álbum "Mas Con El Número Uno".

## Información sobre el álbum
Este álbum regresa con sus "orígenes" del mariachi, pero esta vez con estilo diferente. El primer sencillo "Tantita Pena" (que se convirtió en la canción más emblemático del cantante y además grabó el video original), "Si tú no Vuelves" (que también grabó el video original), "Dónde Vas tan Sola", "Ingrato Amor" y "Tu Regresarás" forma parte en Primera Fila. Contiene la clásica canción de mariachi "Las Mañanitas" que es versionado por el mismo cantante e incluye como Bonus Track del álbum.

## Lista de canciones
1. Tantita pena (Kiko Campos, Fernando Riba) - 3:29
2. Si tú no vuelves (Fato) - 3:15
3. Amor de luna (Kiko Campos, Fernando Riba) - 3:06
4. ¡Ay amor! (Manuel Monterrosas) - 2:30
5. Como pez en el agua (Jorge Massias) - 3:21
6. ¿Dónde vas tan sola? (Manuel Monterrosas) - 2:52
7. Duerme tranquila (Fato) - 3:30
8. Tu desvarío (Kiko Campos, Fernando Riba) - 4:07
9. Jamás te vi tan linda (Roberto Cantoral) - 3:43
10. Pájaro perdido (Nicolas Urquiza) - 3:38
11. El monstruo (Fato) - 4:18
12. Ingrato amor (Kiko Campos, Fernando Riba) - 3:15
13. Tú regresarás (Manuel Monterrosas) - 2:36

- Bonus Track: Las Mañanitas

## Lista de posiciones

### Álbum
| Año  | Chart                                     | Posición | Semanas en la lista |
| ---- | ----------------------------------------- | -------- | ------------------- |
| 2001 | Billboard Latin Pop Albums                | 1        | 30                  |
| 2001 | Billboard Top Latin Albums                | 2        | 33                  |
| 2001 | Billboard Heatseekers                     | 18       | 17                  |
| 2001 | Billboard Top Heatseekers (Pacífico)      | 7        | 3                   |
| 2001 | Billboard Top Heatseekers (Atlántico Sur) | 4        | 3                   |

### Sencillos
| Año  | Chart                                    | Canción          | Posición | Semanas en la lista |
| ---- | ---------------------------------------- | ---------------- | -------- | ------------------- |
| 2001 | Billboard Hot Latin Tracks               | Tantita pena     | 1        | 31                  |
| 2001 | Billboard Latin Regional Mexican Airplay | Tantita pena     | 11       | 26                  |
| 2001 | Billboard Latin Pop Airplay              | Tantita pena     | 4        | 31                  |
| 2001 | Billboard Latin Tropical/Salsa Airplay   | Tantita pena     | 5        | 13                  |
| 2001 | Billboard Bubbling Under Hot 100 Singles | Tantita pena     | 12       | 10                  |
| 2002 | Billboard Latin Pop Airplay              | Si tu no vuelves | 17       | 26                  |
| 2002 | Billboard Hot Latin Tracks               | Si tu no vuelves | 27       | 19                  |